# Виламајна (Авелино)
Виламајна (итал. Villamaina) је насеље у Италији у округу Авелино, региону Кампанија.
Према процени из 2011. у насељу је живело 733 становника. Насеље се налази на надморској висини од 561 м.

## Становништво
| 1931. | 1936. | 1951. | 1961. | 1971. | 1981. | 1991. | 2001. | 2011. |
| ----- | ----- | ----- | ----- | ----- | ----- | ----- | ----- | ----- |
| 1.218 | 1.298 | 1.412 | 1.358 | 1.232 | 1.158 | 1.051 | 1.005 | 1.018 |